# Twierdzenie o przyrostach
Twierdzenie o przyrostach – uogólnienie twierdzenia Lagrange’a na funkcje o wartościach w przestrzeniach unormowanych.

## Twierdzenie
Niech {\displaystyle Y} będzie przestrzenią unormowaną oraz {\displaystyle f\colon [a,b]\to Y} będzie funkcją ciągłą, różniczkowalną wewnątrz tego przedziału. Jeżeli istnieje taka nieujemna liczba {\displaystyle M,} że
{\displaystyle \|df(x)\|\leqslant M} dla każdego {\displaystyle x\in (a,b),}
to
{\displaystyle \|f(b)-f(a)\|\leqslant M(b-a)}
Można również sformułować twierdzenie analogiczne do twierdzenia Cauchy’ego. Dokładniej:
Niech {\displaystyle Y} będzie przestrzenią unormowaną oraz {\displaystyle f\colon [a,b]\to Y} oraz {\displaystyle g\colon [a,b]\to \mathbb {R} } są ciągłe i różniczkowalne wewnątrz tego przedziału. Jeżeli
{\displaystyle \|df(x)\|\leqslant g'(x),}
to
{\displaystyle \|f(b)-f(a)\|\leqslant g(b)-g(a).}